# Заглул, Сафия

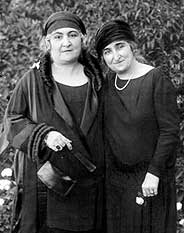
Сафия Заглул (справа) со старшей сестрой Захлулой

Сафия Заглул (до замужества —  Сафиа Мустафа Фахми) (араб. صفية زغلول‎; 1876- 1946) — египетский политик, одна из лидеров либерально-националистической партии Вафд. Активистка национально-освободительного движения в Египте. Феминистка. Известна своей ролью в египетской революции 1919 года, а также борьбой за права женщин.

## Биография
Турчанка по происхождению. Родилась в семье государственного, военного и политического деятеля Мустафы Фахми-паши, дважды бывшего премьер-министром Египта.
В 1896 году вышла замуж за юриста Саада Заглула. Благодаря женитьбе на дочери премьер-министра, Заглул оказался в высшем кругу египетской бюрократии.
Позже стал египетским революционером, премьер-министром Египта в 1924 году. В 1919 году арест её мужа британцами вызвал серию протестов и демонстраций, что привело к обострению египетского кризиса и послужило началом к общенациональному восстанию. Позже, в том же году Саад Заглул был выпущен на свободу и выслан на Мальту.
После его изгнания Сафия — активный участник революции 1919 года в Египте. Стала одним из лидеров, основанной её мужем в 1918 году партии Вафд, а её дом — центром встреч противников режима и штабом египетского национально-освободительного движения.
Сафия Заглул — феминистка, убеждённая в необходимости участия женщин в обретении независимости Египтом, вместе с Худой Шаарави организовала в марте 1919 года демонстрацию из 500 женщин с требованием независимости от Британской империи, первую женскую демонстрацию в современной истории Египта.
После смерти супруга в 1927 году сыграла важную роль при назначении нового лидера партии — Мустафы Наххас-паши. Фактически, была лидером женской фракции партии Вафд.
Сафия Заглул была известна как Умм-а-Мишрийин («Мать египтян»), а её дом в Каире называли Байт аль-Умма (Дом нации).
После раскола партии в 1937 году отошла от политической жизни .